# باستيدا (دوديكانيسوس)
باستيدا (Παστίδα) هي مدينة في رودوس ضمن إقليم دوديكانيسوس وتقع على ارتفاع 45 متر. وفقا لإحصاء عام 2011، بلغ عدد سكانها 3,641. تم تنفيذ برنامج كاليكراتيس عام 2011 وأصبحت بلدية باستيدا تابعة لبلدية بيتالودس في بلدية رودوس.